# Selecció catalana d'hoquei sobre patins femenina
La Selecció catalana d'hoquei sobre patins femenina és l'equip femení que representa la Federació Catalana de Patinatge en competicions internacionals d'hoquei sobre patins. La Federació Catalana no és reconeguda per la Federació Internacional de Patinatge (FIRS) tot i que durant un temps va tenir el reconeixement provisional. Des de novembre de 2006 la Federació Catalana és membre adherit de la Confederació Sud-americana del Patí, participant des d'aleshores de manera oficial a les competicions organitzades per aquesta confederació.
La selecció catalana ha disputat totes les edicions de la Golden Cup, una competició internacional que compta amb el reconeixement del CIRH, i les edicions 2006, 2007 i 2010 de la Copa Amèrica (la primera com a convidada).

## Història
Com en la majoria dels esports, els primers equips femenins van trigar molts anys en tenir competicions oficials. Durant la dècada del 1980 van formar-se les primeres lligues europees a Alemanya, Itàlia i Holanda. A Catalunya la Federació Catalana de Patinatge va organitzar la primera lliga catalana on hi van participar cinc equips: CH Canet, CP Corbera, CH Sant Feliu de Codines, CH Santa Perpètua i CH Badia, campió de la competició. Degut a la creixent popularització, a la dècada del 1990 van crear-se el primers campionats internacionals de seleccions nacionals. La Federació Espanyola de Patinatge va formar la primera selecció estatal, que va participar al primer Campionat d'Europa de 1991. L'equip va ser dirigit per Catxo Ordeig i va estar formada per jugadores catalanes íntegrament: Mònica Catalán, Montse Garcia, Núria Guerrero, Leonor Fuentes, Sandra Morro, Judith Ferrer, Noemí Dulsat, Sonia Lorca, Quima Jimeno i Mariona Carmona. Tradicionalment la majoria de jugadores dels clubs catalans d'hoquei sobre patins han format la base de la selecció espanyola.
La selecció femenina d'hoquei sobre patins va realitzar el seu debut internacional el 28 de desembre de 2003, enfrontant-se a la selecció portuguesa. Les jugadores que van formar part d'aquest primer partit internacional van ser Cristina Roca, Mariona Carmona, Raquel Santiago, Cristina Barceló, Carla Giudici, Tània Pardo, Noemi Dulsat, Emma Corominas, Marta Soler i Marta Bartrès, sota les ordres de Josep Enric Torner. El 2006 va participar internacionalment a la Golden Cup de Blanes, guanyant-la en tres ocasions (2006, 2007 i 2009). El 2011 la selecció catalana va aconseguir el primer títol de la Copa Amèrica.

## Competicions oficials

### Membre de la CSP (2007)
| Selecció femenina |                          |                         |                 |
| Any               | Competició               | Seu                     | Classificació   |
| 2006              | 1a Copa Amèrica femenina | Santiago de Xile (Xile) | Tercera posició |
| 2007              | 2a Copa Amèrica femenina | Santiago de Xile (Xile) | Segona posició  |
| 2010              | 3a Copa Amèrica femenina | Vic (Catalunya)         | Segona posició  |
| 2011              | 4a Copa Amèrica femenina | Sertãozinho (Brasil)    | Campiones       |

## Altres competicions
| Selecció femenina |                        |                    |               |
| Any               | Competició             | Seu                | Classificació |
| 2006              | 1a Golden Cup femenina | Blanes (Catalunya) | Campiones     |
| 2007              | 2a Golden Cup femenina | Blanes (Catalunya) | Campiones     |
| 2009              | 3a Golden Cup femenina | Blanes (Catalunya) | Campiones     |
| 2010              | 4a Golden Cup femenina | Blanes (Catalunya) | Retirada      |

## Palmarès
- 1 Copa Amèrica (2011)
- 3 Golden Cups (2006, 2007, 2009)

## Equip actual
A la Copa Amèrica de 2010, va participar el darrer equip de la selecció catalana a nivell internacional:
- Caterina Ortega (portera)
- Laia Vives (portera)
- Berta Tarrida
- Anna Casarramona
- Anna Romero
- Carla Giudici
- Marta Monpart
- Cristina Barceló
- Paula Torner
- Maria Díez

- Seleccionador: Josep Maria Barberà